# Historia de las instituciones en la Antigua Roma

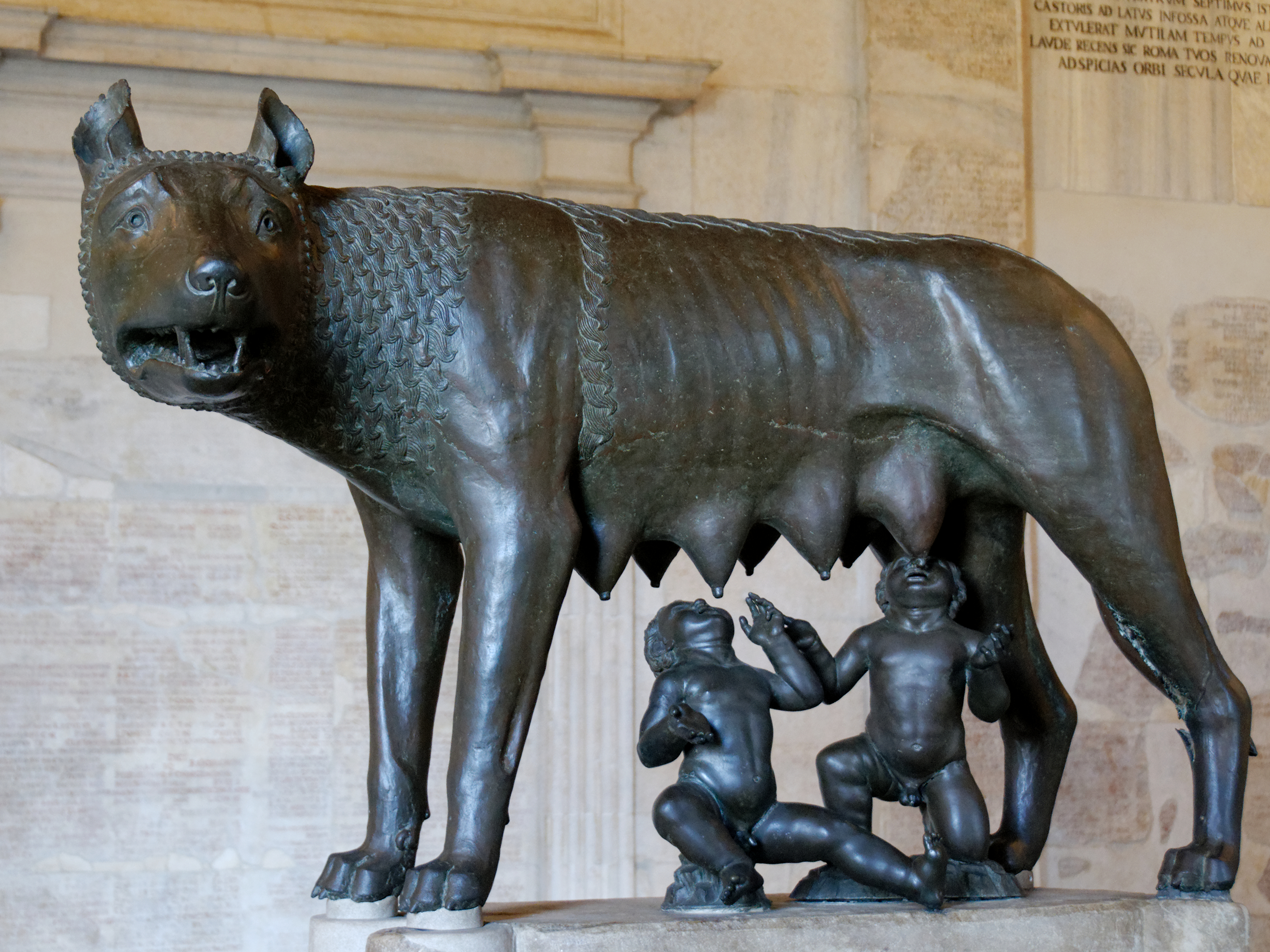
Rómulo y Remo.

La historia de las instituciones en la Antigua Roma es el campo de estudio que se ocupa de la historia de las instituciones en la Antigua Roma.
No se limita a las instituciones políticas del gobierno de la Antigua Roma, sino que se extiende a todas las instituciones de cualquier naturaleza.
Las sociales tenían su base en la ciudadanía romana y la organización de la sociedad romana basada en la familia romana y su extensión mediante las relaciones patrón-cliente; así como en las divisiones sociales basadas en la clase definida económicamente (que determinaba el rango en el ejército romano —equites, assidui— o la exención del servicio militar —proletarii—) y en la supuesta ascendencia  (gens, tribu y grupos diferenciados,especialmente patricios y plebeyos).
Las económicas conformaban la economía de la Antigua Roma, particularmente los collegia de cada uno de los oficios y las derivadas de las actividades agropecuarias, que en cada uno de los periodos de la prolongada historia romana se organizó con muy distintos modos de producción, siendo el esclavista dominante desde los últimos siglos de la República, sustituyéndose progresivamente por el colonato en la transición del esclavismo al feudalismo, que se prolonga más allá de la propia existencia del Imperio romano de Occidente.
Entre las religiosas estaban las vinculadas a la [[]] y las funciones de la religión cívica —flamines, aruspices, calendario romano, festividades romanas, pontificado, culto imperial, etc.—) sincretizadas con las de la religión griega (Interpretatio Romana) y otras religiones orientales y cultos mistéricos; que en los últimos siglos fueron sustituidas o asimiladas (Interpretatio Christiana) por las surgidas del cristianismo primitivo.
Las culturales, educativas y deportivas (como las vinculadas a la educación en la Roma Antigua, al teatro romano y otros espectáculos públicos —las luchas de gladiadores en el anfiteatro o las competiciones hípicas del circo romano, que suscitaban divisiones apasionadas—) constituían una parte esencial de la cultura y la vida cotidiana en la Antigua Roma. Instituciones de origen griego que se mantuvieron en Oriente, como los juegos olímpicos, la Academia de Atenas, el Museo y la Biblioteca de Alejandría, fueron un símbolo de la pervivencia de la propia cultura clásica greco-romana, mantenidas hasta el fin de la Edad Antigua y el comienzo de la Edad Media, que impuso criterios culturales completamente diferentes, presididos por el teocentrismo cristiano o musulmán.
Las primeras instituciones romanas junto a las que adoptarían más tarde de los griegos serían el germen de las instituciones de la nueva potencia que estaba formándose en el Mediterráneo aunque se sabe muy poco de estas primeras instituciones.
*El esclavismo* Cuando los romanos realizaban sus campañas militares,capturaban gran cantidad de ciudadanos de 17 a 60 años de edad

## Orígenes de Roma. Las primeras instituciones romanas en la Monarquía
Antes de la reforma , Roma estaba dividida en tres tribus: Ramnes, Tities y Luceres. Las funciones de estas tribus son muy desconocidas. Podían haberse establecido étnicamente o territorialmente. Se sabe con seguridad que éstas constituyeron la base del reclutamiento en esta época. Cada tribu aportaba diez curias,(una curia eran 100 hombres), las tres aportaban 30 curias, lo que eran, 3.000 infantes además de los 100 caballeros que apartaban las tres tribus. Al frente de la infantería estaban tres Tribuni militum y al frente de la caballería estaba tres Tribuni Celerum.
Estas curias constituían los Comicios Curiados, que eran la asamblea constituida por las treinta curias reunidas. La función más importante de las Curias (cuyo nombre deriva de co viria, es decir, reunión de hombres) era la de ratificar la designación de un nuevo rey, o de mascotas mayores interrex (senador que hacía las funciones de mascotas hasta el momento de la elección del nuevo rey) y al Senado.
El Senado o consejo de ancianos (influencia griega) era el órgano consultivo del rey, integrado por los patres o jefes de las gentes, cuyos descendientes fueron designados patricios. El poder del Senado radicaba fundamentalmente en la importancia personal de sus miembros como jefes de gentes poderosas. Entre ellos se elegía al interrex y también el sacerdote más importante, el de los flamines, monopolio de los patres. Es probable que el número inicial de senadores fuera de cien. Hacia el final de la monarquía el número de senadores había alcanzado, según la tradición, los trescientos.
Desde el siglo VIII a. C. había ya una diferenciación social y económica. Roma en esta época era una concentración de gente, que formaban un grupo familiar extenso y cuyos miembros descendían de un antepasado común, que era el fundador de la gens y generalmente epónimo, ya que habían heredado su nombre (el nomen gentilicum). La ampliación del territorio de la ciudad ofreció la posibilidad de que algunas gentes ampliaran sus dominios. La mortalidad por epidemias, guerras, etc, había debilitado o diezmado a algunas gens cuyos individuos pasaron a la protección de otras gens más poderosas en virtud de clientes, potenciándose el poder privado. Estos clientes solían ser prisioneros de guerra y extranjeros.
Una gens sabina muy poderosa, la gens Claudia, se asentó en Roma en el 504 a. C. El jefe de la gens, Attus Claussus, fue admitido a la ciudadanía romana y obtuvo tierras en la margen derecha del río Anio. Tito Livio y Dionisio de Halicarnaso cuentan que, contando a sus clientes, el número de miembros de la gens Claudia ascendía a 5000. La gens Fabia pudo librar una batalla contra Veyes con un ejército integrado solamente por sus clientes, tras la caída de la monarquía. Otro sabino, Apio Erdonio, en el 460 a. C., era el pater de una gens que alcanzaba las 4000 personas, contando lógicamente a los clientes. Entre los siglos X y V a. C. llegan numerosos inmigrantes a Roma apiñados en gens a las que su cohesión debía permitir vencer la tendencia a la disgregación, que fue inevitable a partir de la tercera o cuarta generación. Esta primera fase se caracteriza por el proceso de unificación de los habitantes de las siete colinas romanas en un único órgano cívico. Pero en este proceso de creación de la ciudad, se da la oligarquía y de unas instituciones comunes muy influenciado por los etruscos y los griegos. Roma fue desde sus orígenes una ciudad abierta y cosmopolita abierta a todo tipo de influencias y personas. La presencia y asentamiento de extranjeros en la ciudad queda patente en la figura de Rómulo que, según la tradición, era albano. Todos los demás serán sabinos o etruscos.

## Las instituciones romanas

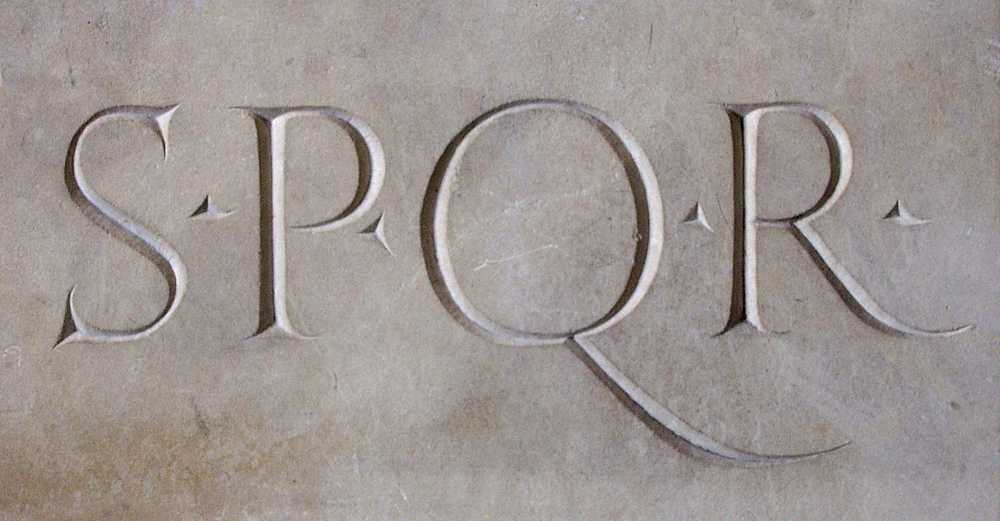
Senatus Populusque Romanus (Senado y Pueblo de Roma).

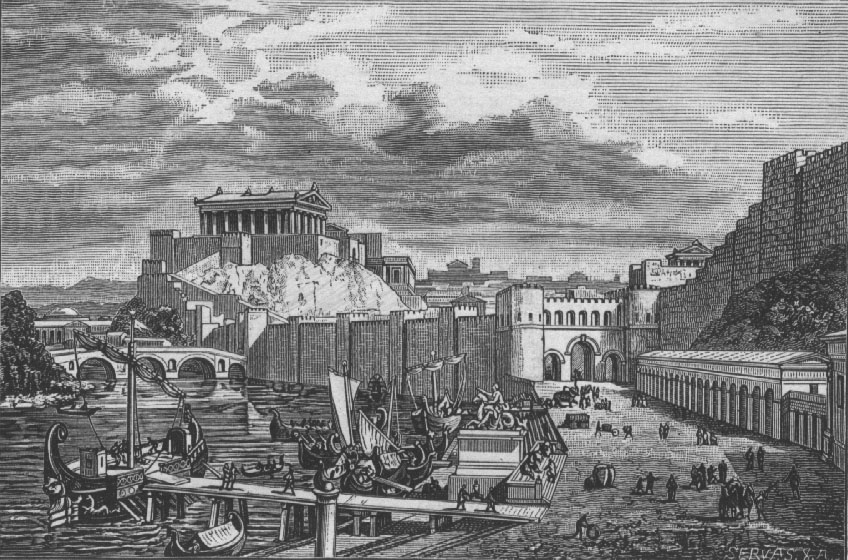
Roma en tiempos de la República.

Las instituciones políticas de la República parecen haber sido forjadas por la experiencia del pasado de Roma y la necesidad de adecuarse a los errores cometidos antaño. La magistratura consular no fue creada inmediatamente después de la caída de la monarquía. Los pretores ocuparon ese vacío político y en el 449 a. C. se designan como cónsules. El régimen consular se basa en la colegialidad (asociación) y la anualidad. Los cónsules ostentaban el poder con absoluta igualdad, cualquiera de ellos en virtud de intercessio podía oponerse a la acción o propuestas de otro cónsul. Los cónsules eran elegidos por los Comicios Centuriados y recibían investidura (Lex curiata de imperio), de manos de los representantes de las curias primitivas, creadas durante la primera fase de la monarquía romana. Estas curias no fueron suprimidas hasta la creación por Servio Tulio de los Comicios Centuriados, perderían sus funciones y finalmente quedarían reducidas a cumplir la investidura de los cónsules. A los cónsules les correspondía el imperium y los auspicios.
Después de los cónsules venía el pretor, magistrado con imperium pero inferior al cónsul, que era el titular de la jurisdicción. Los cónsules tenían colaboradores que tenían funciones administrativas y jurídicas, se denominaban cuestores cargo que se remonta al 409 a. C. La asociación de los cónsules tenía en ocasiones el inconveniente de no contar con una unidad de mando fuerte en caso de sublevación de la plebe. Cuando esto ocurría se nombraba a un dictador. Esta magistratura: la dictadura, tenía carácter extraordinario y su limitación en el tiempo era de seis meses. Se creó una nueva magistratura que comenzó en el 444 a. C. la de los tribunos militares con poder consular (tribunos consulares). Las fuentes indican que la creación de esta magistratura era interesada y era un invento de los patricios para satisfacer a los plebeyos sin perder el monopolio del consulado, similar a la corriente de despotismo ilustrado del siglo XVIII de nuestra era: «Todo para el pueblo pero sin el pueblo». Sin embargo parece que fue por una razón más sencilla. Los cónsules siempre patricios entre el 444 al 367 a. C., se vieron obligados por la complejidad de las tareas militares, administrativas y jurídicas a delegar en parte sus competencias en una serie de colaboradores que eligieron entre los tribunos militares.
Como el ejército en el siglo V a. C. estaba compuesto por dos legiones y los tribunos de cada legión eran seis, el total de tribunos militares era de doce. De éstos, probablemente los propios cónsules (o tal vez el Senado) eligieron a tres, a los que les otorgaron potestad consular con el fin de que pudieran realizar las tareas asignadas por los cónsules. 
Creados los tribunos consulares, los plebeyos añadieron la nueva magistratura a sus objetivos y ciertamente esta resultó ser más abierta que el consulado, ya que a partir del 400 a. C. ya hay constancia de plebeyos entre los tribunos consulares. 
Otra magistratura del siglo V a. C. fue la censura, cuyo origen tradicional se sitúa en el 443 a. C. Los censores fueron dos y a ellos correspondía la elaboración del censo que se renovaba cada cinco años. Ejercían además la vigilancia sobre las costumbres, la cura morum, que les facilitaba el control de las actividades públicas de los ciudadanos y, frecuentemente, también de las privadas. Su permanencia en el cargo era de ocho meses y carecían de imperium o poder de mando. 
Por último, además del Senado y de los Comicios Centuriados, durante el siglo V a. C. se procedió a la elección de los Decemviri, para recopilar y redactar el lex duodecim tabularum o la ley de las XII Tablas. Durante sus años de existencia constituyeron una magistratura con imperium, como el poder consular. La elección de esta comisión, los Decemviri, tuvo lugar en el 451 a. C. y se suspendieron las magistraturas ordinarias para sustituirlas por esta comisión, integrada mayoritariamente por patricios que, además de escribir las leyes, asumió el gobierno de la ciudad. La historia de esta comisión es bastante oscura. Inicialmente, parece que estos decemviros contaron con el apoyo de todos los ciudadanos. Cicerón dice que también los tribunos de la plebe abdicaron aquel año en pro de los decemviros. De este modo, concentrando en sus manos todas las magistraturas y el consenso general, procedieron al gobierno de la ciudad y elaboraron las diez primeras tablas de leyes.
Al año siguiente se eligió una segunda comisión de decemviros, puesto que la tarea no había sido terminada. En esta segunda comisión había bastantes plebeyos, pero su gobierno degeneró en tiranía e intentó, en el 449 a. C. continuar en el poder. Los diez Tarquinios, como se les designaba, fueron derrocados por una revuelta popular y se restauró el consulado.

## Las instituciones imperiales

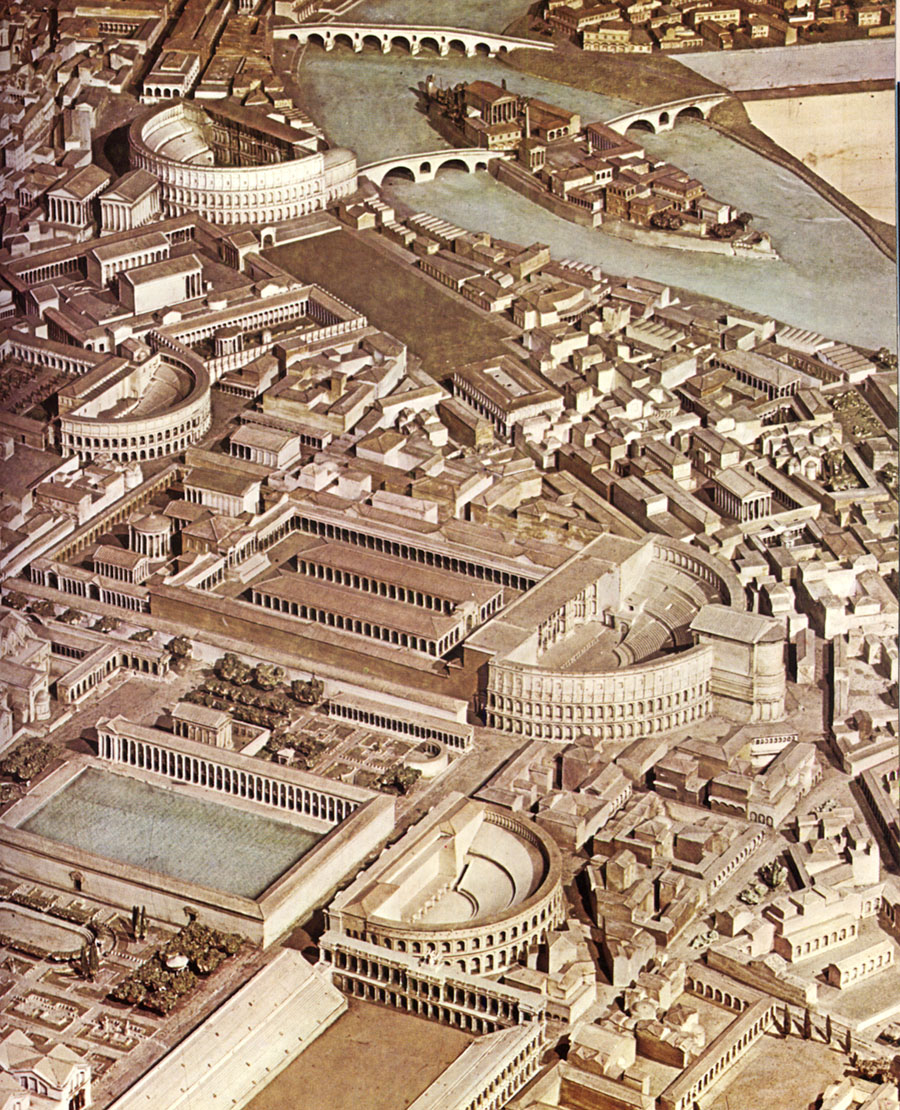
Campus Martius o Campo de Marte durante el gobierno de Constantino el Grande.

El primer Triunvirato fue el que llevó a Roma a un régimen Imperial de las manos de Julio César que consiguió hacerse con el poder y establecer ese régimen. Tras su asesinato nombró a Octavio su sucesor, el futuro emperador Augusto, quien decidió tomar a cabo cambios en su la forma de gobernar que no fueron, como es lo normal, pequeños cambios que se convierten en un gran cambio en un periodo de tiempo sino un gran cambio en el Estado romano por voluntad del emperador.

### El emperador
La elevación a la categoría de divinidad de los gobernantes romanos fue uno más de los elementos que contribuyeron a la creación de la figura imperial en un largo proceso no delimitado con claridad.
La autoridad legal del emperador derivaba de una extraordinaria concentración de poderes individuales y cargos preexistentes en la República, más que de un nuevo cargo político. Los emperadores continuaban siendo elegidos regularmente como cónsules y como censores, manteniendo la tradición republicana. El emperador ostentaba en realidad los cargos no imperiales de princeps senatus (líder parlamentario del senado) y pontifex maximus (máxima autoridad religiosa del imperio). El último emperador en ostentar dicho cargo fue Graciano, que en 382 lo cedió a Siricio, convirtiéndose desde entonces el título en un honor añadido al cargo de obispo de Roma.

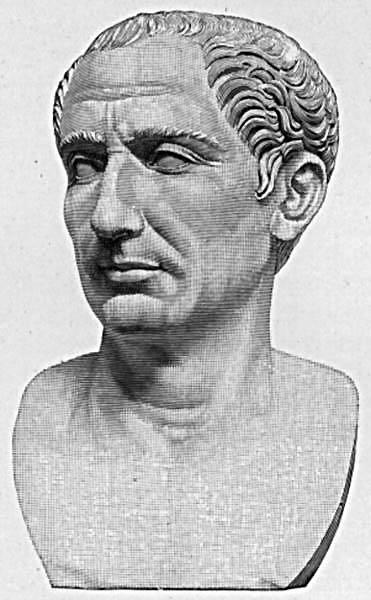
Julio César el propulsor del Imperialismo romano.

Sin embargo, estos cargos solamente proporcionaban prestigio (dignitas) a la persona del emperador y los poderes de éste derivaban de la auctoritas. En la figura imperial se reunían las figuras autoritarias del imperium maius (comandante en jefe militar) y de la tribunicia potestas (máxima autoridad jurídica). Como resultado, el emperador se encontraba por encima de los gobernadores provinciales y de los magistrados ordinarios. Tenía derecho a dictar penas de muerte, los ciudadanos le debían obediencia, disfrutaba de inviolabilidad personal (sacrosanctitas) y podía rescatar a cualquier plebeyo de las manos de los magistrados, incluyendo de los tribunos de la plebe (ius intercessio).

### El ejército imperial
Durante el Segundo Triunvirato, el Estado llegó a tener unos 500.000 soldados, lo que exigía unos elevados gastos de mantenimiento. Y toda campaña militar importante imponía costos extraordinarios a las poblaciones cercanas a las áreas de actividad bélica. 
Una legión contaba con 5.000 a 8.000 soldados y las unidades militares también eran de variada composición. Augusto redujo su ejército a la mitad. Así, después de la batalla de Accio, mantuvo solamente 28 legiones y en el año 14 d. C. la cifra había bajado a 24. 
Si en la reducción inicial pudieron ser válidos algunos criterios políticos, como el de comenzar por licenciar a los soldados más fieles a Antonio, la tendencia general de reducir efectivos respondía a criterios económicos y de eficacia. La reducción fue acompañada de la búsqueda de una profesionalización. El nuevo ejército estaba sometido a un entrenamiento sistemático, con marchas, ensayos de construcción de campamentos, manejo de tácticas y de armamento..., y la vida del soldado quedaba reglamentada minuciosamente: los legionarios permanecían en activo durante 20 años, las tropas auxiliares durante 25 y los pretorios 16.
Esa diferencia de años de servicio refleja el rango de cada grupo de tropas, que tiene una correspondencia con el reclutamiento y con los sueldos. Si tanto pretorianos como legionarios eran ciudadanos romanos, los pretorianos eran reclutados en Italia, mientras había ya legionarios procedentes de las provincias; los libres provinciales sin derecho de ciudadanía formaban las tropas auxiliares. Los componentes de la armada eran libertos y, como remeros, se empleaba también a esclavos. Por el mismo principio, el costo de un pretoriano se elevaba a 500 denarios, el de un legionario a 150 y el de un soldado de una unidad auxiliar a 75. Sobre esas bases orientativas, se asignaban los donativa o pagas extraordinarias, generalmente superiores al sueldo, que, sin ser obligatorias, comenzaron a ser habituales. Por intervenciones brillantes en campañas, se compensaba también con dinero y condecoraciones a particulares o a unidades enteras. Y esos principios de rango y méritos sirvieron para reglamentar los sueldos y recompensas de las jerarquías de mando: centurión, primipilo, prefecto de cohorte, etc.
Augusto no sólo nombraba a todos los mandos militares, lo que ya facilitaba la adhesión del ejército, sino que se reservó la protección de los soldados. Mientras estaban en activo no podían contraer matrimonio legítimo ni formar asociaciones. A su licenciamiento, el emperador velaba por la mejor forma de reintegración de los mismos en la vida civil. Al comenzar a escasear las tierras del Estado para ser repartidas entre los veteranos, Augusto creó el erario militar con aportaciones económicas propias y destinando al mismo el cobro de algunos impuestos indirectos. El soldado licenciado recibía una recompensa económica de ese erario, que le permitía emprender su nueva vida como civil. 
Las legiones y las tropas auxiliares quedaron asentadas en las provincias imperiales y mayoritariamente en las fronteras. Los pretorianos formaban varios destacamentos distribuidos por Italia hasta la concentración de la mayoría de ellos en Roma bajo el emperador Tiberio.
Tales efectivos militares reducidos iban acordes con la política de fronteras mantenida por Augusto: su objetivo fue fijar los límites del territorio imperial frente a barreras naturales (ríos, desiertos o mares). Para reforzar esa medida estratégica, se sirvió del apoyo de Estados amigos, realmente clientes, que con sus propios medios protegieran algunas fronteras más inestables. Así, en Oriente, siguió la política bien establecida por Marco Antonio, manteniendo relaciones pacíficas con los partos y apoyando a los reinos clientes de Armenia, Paflagonia, Capadocia y Galacia en Asia Menor, y de Judea en la costa siropalestina. Cuando se modificaban las circunstancias y resultaba más seguro el integrar a esos reinos, se fue invadiendo esos territorios de forma pacífica. Así, Capadocia, Galacia y Judea pasaron a ser dominios romanos en época de Augusto.
Una política semejante a la de Oriente se aplicó en Mauritania. El rey Bocco fue aliado de Roma hasta su muerte en el 33 a. C. y tal alianza se mantuvo bajo su hijo Juba II, educado en Roma, a pesar de que el Estado romano reorganizó su reino y se apropió de la parte oriental del mismo.

### Administración

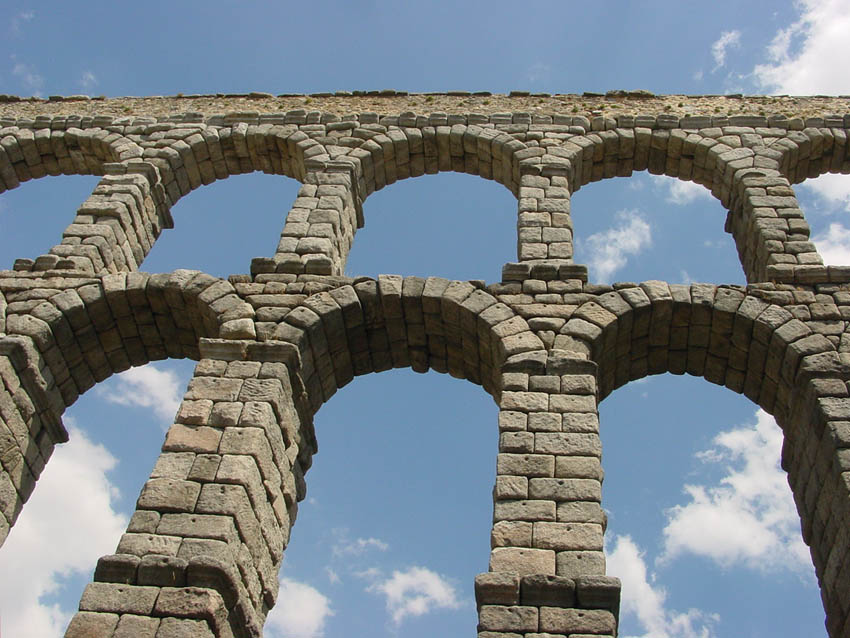
Los acueductos proliferaron gracias a la nueva administración y gobierno de Augusto.

Augusto estableció una nueva administración para Roma, en Italia y en las provincias imperiales que se mantuvo durante todo el periodo del Alto Imperio. Las provincias senatoriales conservaron en un principio las formas administrativas de la república pero con el tiempo sufrieron cambios interfiriendo cada vez más la administración imperial.
Augusto quiso transformar la ciudad de Roma para que sirviera de ejemplo para el resto de ciudades del Imperio. Las mejoras urbanísticas como la del foro, la construcción y reparación de templos y otros edificios públicos, creación de nuevos acueductos... fueron acompañadas de una nueva estructura administrativa. La ciudad fue dividida en barrios (vici) al frente de cada uno de los cuales había un responsable (magister) elegido por un año, que colaboraba con la administración de la ciudad. Para apoyar las funciones de los ædiles, creó siete cohortes miliarias de guardianes, vigiles, comandados por un prefecto equitum denominado præfectus vigilim. Otro prefecto se encargaba de la distribución regular de alimentos gratuitos a la plebe romana y un tercero atendía el abastecimiento general de la ciudad. A su vez, comprometió a muchos senadores a que contribuyeran económicamente a embellecer la ciudad y a establecer una vigilancia del río Tíber para impedir inundaciones, del control del aguas, etc. Augusto nombró a un supervisor general de Roma que lo representara en su ausencia para que la ciudad no quedara desatendida